# Mikami Takuya
Takuya Mikami (sinh ngày 13 tháng 2 năm 1980) là một cầu thủ bóng đá người Nhật Bản.

## Sự nghiệp câu lạc bộ
Takuya Mikami đã từng chơi cho Urawa Reds, Kyoto Sanga FC và Ehime FC.